# Dhururehaa
Dhururehaa  est une petite île inhabitée des Maldives.  

## Géographie
Dhururehaa est située dans le centre des Maldives, au Sud de l'atoll Kolhumadulu, dans la subdivision de Thaa. 